# Cantone di Cassel
Il Cantone di Cassel era una divisione amministrativa dell'arrondissement di Dunkerque.
È stato soppresso a seguito della riforma complessiva dei cantoni del 2014, che è entrata in vigore con le elezioni dipartimentali del 2015.
Comprendeva i comuni di:
- Arnèke
- Bavinchove
- Buysscheure
- Cassel
- Hardifort
- Noordpeene
- Ochtezeele
- Oxelaëre
- Rubrouck
- Sainte-Marie-Cappel
- Wemaers-Cappel
- Zermezeele
- Zuytpeene